# Petri Pasanen
Petri Pasanen (ur. 24 września 1980 w Lahti) – fiński piłkarz, grający na pozycji prawego lub środkowego obrońcy.
Regularnie występował w klubie FC Lahti, od czasu awansu tego klubu do pierwszej ligi i podczas dwóch sezonów zaliczył 42 występy w Veikkausliiga. Wtedy młodym defensorem zainteresowało się wiele klubów z całej Europy, ostatecznie trafił on do słynnego holenderskiego Ajaxu Amsterdam.
U trenerów: Co Adriaanse i Ronalda Koemana miał pewne miejsce w składzie, aż do sierpnia 2001, kiedy w meczu ligowym złamał prawą nogę i stracił praktycznie cały sezon. Po długim okresie rehabilitacji powrócił do gry i spisywał się nawet lepiej, niż przed kontuzją. W 2003 roku udało mu się wraz z Ajaxem awansować aż do ćwierćfinału Ligi Mistrzów. W styczniu 2004 został wypożyczony do angielskiego Portsmouth F.C. Zagrał w zaledwie 12 meczach tej drużyny w Premiership, przeważnie wchodząc na boisko z ławki rezerwowych.

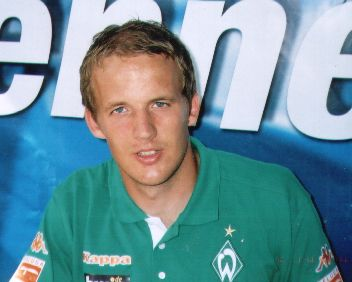
Petri Pasanen w koszulce Werderu

Najlepszy okres w jego karierze przypadł na występy w Werderze Brema. Był zawodnikiem klubu prowadzonego przez Thomasa Schaafa od lata 2004 do 2011 roku, będąc kluczowym elementem defensywy. W sezonach 2005/06 i 2007/08 zdobywał z nim wicemistrzostwo Bundesligi, wraz z kolegami trzykrotnie zdobył ponadto trzecie miejsce w tabeli (w sezonie 2004/05), 2006/07 oraz 2009/10). W 2009 roku wywalczył z Werderem Puchar Niemiec oraz dotarł do finału ostatniej edycji Pucharu UEFA, w którym klub z Weserstadion poniósł porażkę z Szachtarem Donieck.
Po 8 latach występów dla bremeńskiej drużyny odszedł do występującego w austriackiej Bundeslidze Red Bull Salzburg, z którym sięgnął po mistrzostwo Austrii, lecz wraz z końcem sezonu nie przedłużył z nim kontraktu. W lipcu 2012 związał się dwuletnim kontraktem z Aarhus GF występującym w duńskiej Superligaen.
Od lat jest podporą piłkarskiej reprezentacji Finlandii. Debiutował w niej 25 listopada 2000 przeciwko Irlandii i od tej pory zaliczył 76 meczów, w których zdobył 1 bramkę.